# Исидор Кијевски
Исидор Кијевски (између 1385-1390, Монемвасија - 27. април 1463, Рим) - митрополит кијевски и све Русије (око 1436 - април 1458), чувар апостолског престола патријарха антиохијског Доротеја (1439), папски легат Евгенија IV у земљама Русије, Литваније, Пољске и Ливоније (од 16. септембра 1439.), кардинал презвитер (од 18. децембра 1439.) са титулом Санти Марцелино е Пиетро (од 8. јануара г. 1440), коморник Свете школе кардинала (1450-1451), кардинал-бискуп приградске столице Сабина (од 7. фебруара 1451.), апостолски администратор бискупије Цервиа (10. јуна 1451. - 15. марта 1455. ), легат Николаја V у Цариграду (1452), архиепископ Никозије (10. мај 1456 - 27. април 1463), апостолски администратор Архиепископије Крф од 1458 до 1459, титуларни патријарх цариградски (1470. априла 1458.) , 1463), декан Светог колеџа кардинала (8. октобар 1461 — 27. април 1463), хуманиста, теолог, учесник Фераро-Фиренцинског сабора, активни присталица уније са Римокатоличком црквом.
Исидорове акције, које су имале за циљ одобравање Фирентинске уније, неприхватљиве кнезу Василију II, постале су један од главних разлога за стварно проглашење аутокефалности Московске митрополије 1448. године.

## Биографија

### Образовање
Грк по пореклу. Почетком 15. века студирао је у Цариграду, био је упознат са Манојлом Хрисолором, Гварином да Вероном и срео се са Николом Кузанским. Преписивао је књиге и правио изводе из дела античких аутора, интересовао се за различите аспекте хуманистичких и природних наука: дела античких филозофа и историчара, реторику, приручнике о старогрчком језику и граматици, радове из астрономије, примењене хемије. Писмено је захвалио Манојлу II Палеологу на повратку са путовања по Европи, на обнављању рада школа затворених током прве опсаде Цариграда од Турака (1396-1402), и извјештавао о недостатку учитеља.

### Монаштво
Око 1410. године отишао је из Цариграда у Монемвасију и замонашио се у манастиру Архангела Михаила и Свих Анђела. У Мистри је упознао изузетног научника тог времена Георгија Гемиста Плифона. Са Пелопонеза је писао писма цару Манојлу Палеологу, деспоту Теодору Палеологу, митрополитима кијевском Фотију и медијском Неофију, италијанском хуманисти Гварину да Веронском и др. Двадесетих година 14.века држао је говоре у част младог цара Јована Палеолога. На основу историјских доказа саставио је 2 белешке о суштини спора између Монемвасијске митрополије и Коринта. Ове белешке су помогле царском двору да оконча спор и потврди претходне привилегије Монемвасије. Године 1429. у Цариграду је предао свој чувени панегирик цару ЈовануVIII Палеологу. У јесен 1429. био је у Сиракузи на Сицилији. У априлу 1430. поново је био на Пелопонезу, а затим се преселио у Цариград. Постао је један од чланова круга дворских политичара, 1433. године је назван кафигуменом царског манастира Великомученика Димитрија Солунског. Важио је за једног од најученијих представника престоничког свештенства.

## Дипломатске активности
15. октобра 1433. године именован је за члана дипломатске мисије Јована Палеолога при Базелском сабору, где је у јануару 1434. отишао преко Влашке и Угарске. Недалеко од Тисе, посланике су опљачкали наоружани људи бана Јаноша Маротија. У лето 1434. стигао је у Будим и посетио надбискупа Естергомског. 24. јуна стигао је у Улм, предао два писма византијског цара цару Светог Римског царства Жигмунду и одржао поздравни говор у коме је позвао Жигмунда да уложи све напоре да уједини хришћане против муслиманске агресије. 12. јула 1434. године стигао је у Базел, 24. јула на званичном пријему византијских амбасадора, након што је саслушао говор кардинала Ђулијана Чезаринија, одржао је одговорни говор, у којем се дотакао и низа проблема у односима између цркава, подсетио на јединство „светог Тела Цркве” и говорио о могућности очувања здравља овог тела, које још нема толико дубоку рану да чланови отпадају од тела.

## Руководство Кијевске митрополије
По повратку са Сабора у Базелу и примивши вест о погибији митрополита Герасима (1435), хиротонисан је за епископа и постављен на кијевски престо да предводи епископе Черњиговске, Полоцке, Владимирске, Туровско-пинске, Смоленске, Галицијске, Пшемислске, Холмске, Лучке и Брјанске епархије (у Пољској и Литванији), Новгородске, Тверске и Рјазањске епархије (у Новгородској Републици, Великом Кнежевству Тверском и Великом Кнежевству Рјазанском), Ростовској, Владимиро-Суздаљској, Коломнској, Пермске епархије (у Великом Кнежевству Московском). 2. априла 1437. године, са својим најближим помоћником монахом Григоријем и двадесет деветоро рођака, у пратњи Николаја Гуделиса (царског посланика и посланика великог кнеза) и рјазанског епископа Јоне, стигао је у Москву.
Епископ Рјазански Јона био је принуђен да се задовољи обећањем да ће бити постављен на престо после Исидора. Разлог за брзоплето постављање Исидора била је потреба да се обезбеди подршка Кијевској митрополији и московском кнезу за одржавање Фирентинског сабора.
У Москви га је непријатељски дочекао велики кнез Москве Василиј II Слепи, као да је постављен против његове воље. Као искусан дипломата, успео је да убеди великог кнеза у потребу сазивања новог Васељенског сабора, на коме би православни убедили католике (Латине) да напусте догматске новотарије, које би служиле спасавању Византије и Грчке цркве.
Добивши од Василија II новац и 100 људи пратње, он је 8. септембра 1437. отишао из Москве на Сабор у Западну Европу. 14-23. септембар је био у Тверу (где су га часно дочекали кнез Борис Александрович и епископ Илија), 7-14. октобар у Новгороду, 6. децембар - 24. јануара у Пскову, затим у Јурјеву, Володимиру (где се састао са архиепископом Тимотејем и архимандритом Захаријом). 4. фебруара 1438. стигао је у Ригу. Он је 7. маја пловио на броду за Лубек заједно са епископом суздалским Аврамом, амбасадором Твера Томом Матвејевичем, архимандритом Васијаном и непознатим аутором Шетње до Фирентичког сабора. Грчка делегација је боравила у Венецији 20 дана и крајем фебруара одлучила да се Васељенски сабор одржи не у Базелу (500 км од Венеције), већ у Ферари (100 км од Венеције). Исидор је 6. јуна на челу руске делегације напустио Лубек и стигао у Ферару 18. августа. Папи Евгенију IV поклонио је сакос са сценама из византијске иконографије (чува се у ризници Светог Петра у Ватикану).

### Учешће у Фераро-Фирентинском сабору
На сабору је активно промовисао склапање уније са Римом. Он је 5. јула 1439. године ставио свој потпис као митрополит кијевски и све Русије и местобеседник Апостолске столице, најсветији Патријарх антиохијски, под саборском резолуцијом после самодржаца Римљана Јована Палеолога. и два представника александријског патријарха.
Грчко свештенство је признало примат папе и основне латинске догме; цар и свештенство су се надали да ће од Запада добити право на аутономну самоуправу и вршење служби по византијском обреду. Митрополит Исидор је био један од главних учесника сабора и присталица уније, која се касније показала неделотворном: прост народ и свештенство то нису прихватили. У Византији су присталице уније, из политичких разлога, остали само двор цара и од њега постављени патријарх.
Други разлог за неефикасност уније био је тај што ју је прогласио Фирентински сабор под вођством папе Евгенија, чију власт нису признавали многи суверени Европе, присталице Базелског сабора и њиме изабрани антипапа Феликс. Моћ Евгенија није била призната у Пољско-Литванској заједници, која је обухватала западни део Кијевске митрополије.

### Активности у католичкој цркви
6. септембра 1439. године на челу руске делегације напустио је Фиренцу, 15. септембра био је у Венецији, а 16. септембра постављен је за легата папе Евгеније за Пољску, Литванију и Ливонију.
За његове заслуге за уједињење, папа Евгеније  је 18. децембра 1439. године уздигао Исидора у чин кардинала Католичке  цркве са титулом Санти Марцелино е Пиетро и титулом легата за провинције Литваније, Ливоније, сва Русија и Пољска (Галиција).
22. децембра, отпловио је из Венеције у Полу. 8. јануара 1440. године добио је кардиналску титулу светих Марцелина и Петра. У пролеће 1440. стигао је у Будим, где је 5. марта написао окружну посланицу хришћанима Пољске, Литваније и Ливоније, у којој је најавио обнављање јединства Цркве. и равноправност католичких и православних обреда. Крајем марта стигао је у Краков. Састао се са синовима Софије Голшанске – пољским краљем Владиславом III  и његовим братом Казимиром. Љубазно га је примио бискуп Збигњев Олеснички, који је, као Исидор, 18. децембра 1439. године уздигнут у чин кардинала. На Универзитету у Кракову слушао сам говор Јана Елгота, који је поздравио савез закључен са Грцима. Из Кракова преко Пшемисла и Лавова долази у Галич, затим се враћа у Лавов и преко Белза стиже у Холм, где пише Писмо владарима западноруског града Холма у одбрану земљишних интереса свештеника Вавиле. Из Холма преко Бреста, Волковиск и Тракај су 14. августа стигли у Вилну, где су покушао да подржи православне, али католички бискуп Вилне Матеи му није дозволио да предузме било какву акцију у његовој епархији.
19. марта 1441. стигао је у Москву и пренео Василију  поруку папе Евгенија, која је садржала молбу да помогне митрополиту у поновном уједињењу католичке и руске цркве. Током архијерејског богослужења у Успенском саборном храму, Митрополит је помен предстојатеља по поретку црквене пентархије – римског папе Евгенија, цариградског патријарха Митрофана, александријског папу Филотеја, антиохијског патријарха Доротеја и јерусалимског Јоакима. Затим је Исидор прочитао са говорнице Концилску дефиницију Фераро-Фиренцинског сабора.
Три дана касније приведен је по налогу великог кнеза и затворен у манастир Чудов. Осуђен на Сабору руског свештенства, одбио је да се покаје и одрекне уније. Септембра 1441. године, очигледно са знањем кнеза Василија, побегао је у Твер, почетком 1442. стигао је у Литванију, до 22. марта 1443. прешао је у Будим, где је 23. марта млади краљ Пољске и Угарске Владислав III.
Крајем 1445. био је у Риму, 22. децембра отишао у Византију, у мају - октобру 1446. био је у Цариграду, где је као митрополит кијевски и све Русије поставио Данила за епископа Владимира. 12. фебруара 1448. вратио се у Рим. Годину дана (1450-1451) управљао је свом имовином, таксама, фондовима и приходима Свете школе кардинала.
7. фебруара 1451. године уздигнут је у чин кардинала-бискупа сабинског. Од јуна 1451. био је апостолски администратор епархије Цервиа. 27. октобра 1451. учествовао је у тајној конзисторији. У мају 1452. године, као легат папе Николаја V, одлази у Цариград. На челу одреда од 200 војника, у новембру је стигао у град опкољен Турцима.
Он је 12. децембра у Аја Софији, у присуству цара, епископата и лаика, прогласио унију Римокатоличке и Православне цркве. У мају 1453. године учествовао је у одбрани Цариграда, био је заробљен, али је избегао смрт, пошто су остаци туђег леша у кардиналском одежди изнети султану. Пошто је остао неидентификован, послат је у Малу Азију са много малолетних затвореника. Успео је да побегне, стигао је до Пелопонеза и новембра 1454. стигао у Венецију, затим у Рим. Године 1455. учествовао је на изборима за папу. У марту 1455. поднео је оставку на место апостолског администратора Цервије, а маја 1456. постао је архиепископ Никозије на Кипру. 20. априла 1458. године добио је титуларни чин цариградског патријарха. У августу 1458. поново је учествовао на изборима за папу, а у октобру је управу над Кијевскоммитрополијом пренео на свог ученика Григорија (Бугарина), који се потом одрекао уније и вратио у потчињеност. цариградског патријарха. 8. октобра 1461. постао је декан Свете школе кардинала.
Преминуо је у Риму 27. априла 1463. године и сахрањен је у базилици Светог Петра.